# Lijst van voetbalinterlands Australië - Nieuw-Zeeland

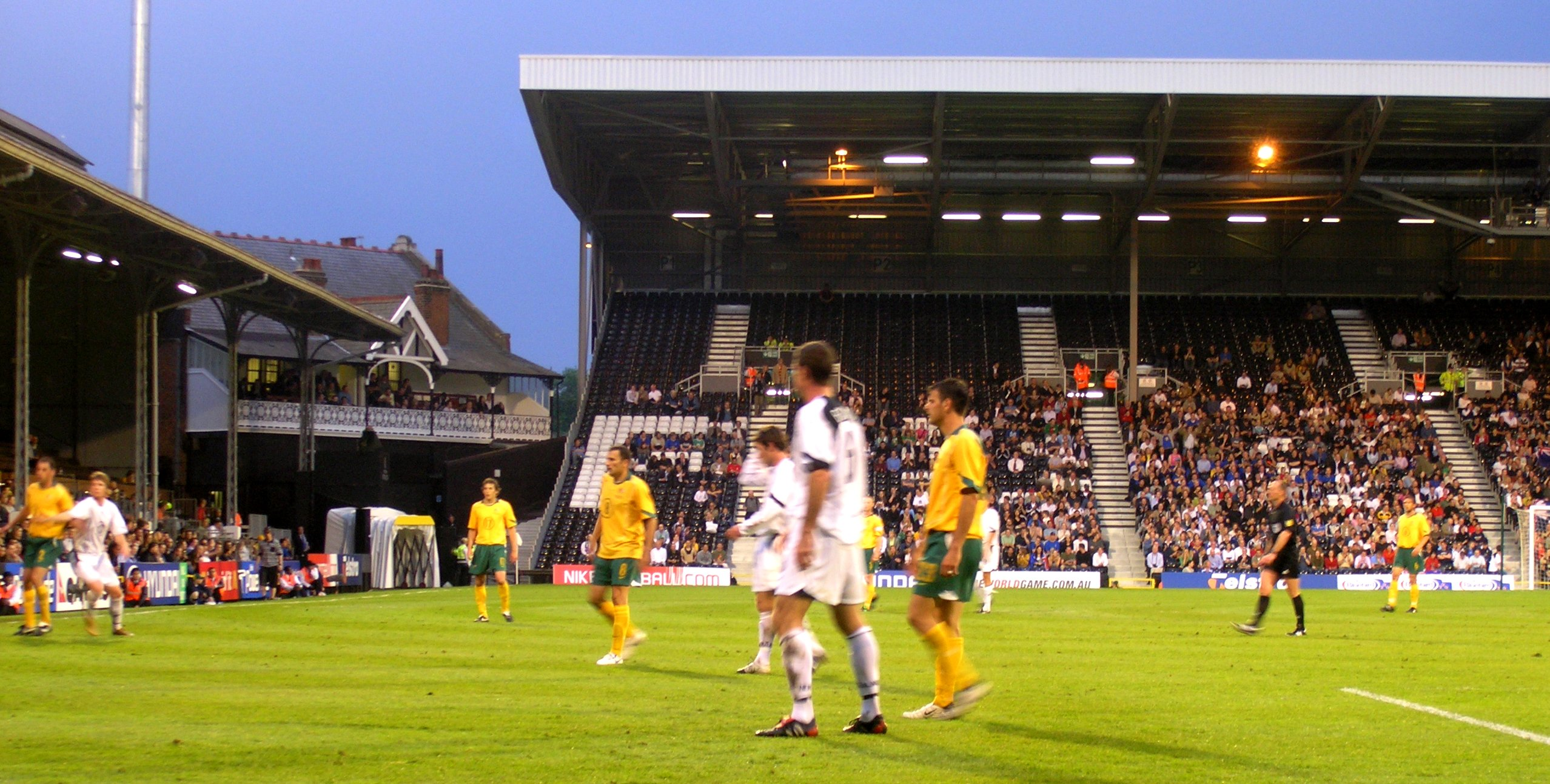
Interland Australië - Nieuw-Zeeland

Deze lijst van voetbalinterlands is een overzicht van alle officiële voetbalwedstrijden tussen de nationale teams van Australië en Nieuw-Zeeland. De landen hebben tot op heden 65 keer tegen elkaar gespeeld. De eerste ontmoeting was een vriendschappelijke wedstrijd op 17 juni 1922 in Dunedin. Het laatste duel, eveneens een vriendschappelijke wedstrijd, werd gespeeld op 17 oktober 2023 in Brentford (Verenigd Koninkrijk).

## Wedstrijden
| №  | Plaats       | Datum             | Competitie           | Wedstrijd                 | Uitslag |
| -- | ------------ | ----------------- | -------------------- | ------------------------- | ------- |
| 1  | Dunedin      | 7 juni 1922       | Vriendschappelijk    | Nieuw-Zeeland − Australië | 3 − 1   |
| 2  | Wellington   | 24 juni 1922      | Vriendschappelijk    | Nieuw-Zeeland − Australië | 1 − 1   |
| 3  | Auckland     | 8 juli 1922       | Vriendschappelijk    | Nieuw-Zeeland − Australië | 3 − 1   |
| 4  | Brisbane     | 9 juni 1923       | Vriendschappelijk    | Australië − Nieuw-Zeeland | 2 − 1   |
| 5  | Sydney       | 16 juni 1923      | Vriendschappelijk    | Australië − Nieuw-Zeeland | 2 − 3   |
| 6  | Newcastle    | 30 juni 1923      | Vriendschappelijk    | Australië − Nieuw-Zeeland | 1 − 4   |
| 7  | Brisbane     | 5 juni 1933       | Vriendschappelijk    | Australië − Nieuw-Zeeland | 4 − 2   |
| 8  | Sydney       | 17 juni 1933      | Vriendschappelijk    | Australië − Nieuw-Zeeland | 6 − 4   |
| 9  | Sydney       | 24 juni 1933      | Vriendschappelijk    | Australië − Nieuw-Zeeland | 4 − 2   |
| 10 | Dunedin      | 4 juli 1936       | Vriendschappelijk    | Nieuw-Zeeland − Australië | 1 − 7   |
| 11 | Wellington   | 11 juli 1936      | Vriendschappelijk    | Nieuw-Zeeland − Australië | 0 − 10  |
| 12 | Auckland     | 18 juli 1936      | Vriendschappelijk    | Nieuw-Zeeland − Australië | 1 – 4   |
| 13 | Wellington   | 14 augustus 1948  | Vriendschappelijk    | Nieuw-Zeeland − Australië | 0 – 6   |
| 14 | Christchurch | 28 augustus 1948  | Vriendschappelijk    | Nieuw-Zeeland − Australië | 0 − 7   |
| 15 | Wellington   | 4 september 1948  | Vriendschappelijk    | Nieuw-Zeeland − Australië | 0 − 4   |
| 16 | Auckland     | 11 september 1948 | Vriendschappelijk    | Nieuw-Zeeland − Australië | 1 − 8   |
| 17 | Melbourne    | 14 augustus 1954  | Vriendschappelijk    | Australië − Nieuw-Zeeland | 1 − 2   |
| 18 | Brisbane     | 28 augustus 1954  | Vriendschappelijk    | Australië − Nieuw-Zeeland | 4 − 1   |
| 19 | Sydney       | 4 september 1954  | Vriendschappelijk    | Nieuw-Zeeland − Australië | 4 − 1   |
| 20 | Wellington   | 16 augustus 1958  | Vriendschappelijk    | Nieuw-Zeeland − Australië | 2 − 3   |
| 21 | Auckland     | 23 augustus 1958  | Vriendschappelijk    | Nieuw-Zeeland − Australië | 2 − 2   |
| 22 | Saigon       | 5 november 1967   | Vriendschappelijk    | Nieuw-Zeeland − Australië | 3 − 5   |
| 23 | Jakarta      | 9 oktober 1972    | Vriendschappelijk    | Australië − Nieuw-Zeeland | 3 − 1   |
| 24 | Auckland     | 4 maart 1973      | WK 1974 kwalificatie | Nieuw-Zeeland − Australië | 1 − 1   |
| 25 | Sydney       | 16 maart 1973     | WK 1974 kwalificatie | Australië − Nieuw-Zeeland | 3 − 3   |
| 26 | Auckland     | 29 februari 1976  | Vriendschappelijk    | Nieuw-Zeeland − Australië | 0 − 1   |
| 27 | Melbourne    | 2 maart 1976      | Vriendschappelijk    | Australië − Nieuw-Zeeland | 3 − 1   |
| 28 | Sydney       | 27 maart 1977     | WK 1978 kwalificatie | Australië − Nieuw-Zeeland | 3 − 1   |
| 29 | Auckland     | 30 maart 1977     | WK 1978 kwalificatie | Nieuw-Zeeland − Australië | 1 − 1   |
| 30 | Auckland     | 13 juni 1979      | Vriendschappelijk    | Nieuw-Zeeland − Australië | 1 − 0   |
| 31 | Auckland     | 25 april 1981     | WK 1982 kwalificatie | Nieuw-Zeeland − Australië | 3 − 3   |
| 32 | Sydney       | 16 mei 1981       | WK 1982 kwalificatie | Australië − Nieuw-Zeeland | 0 − 2   |
| 33 | Auckland     | 22 februari 1983  | Vriendschappelijk    | Nieuw-Zeeland − Australië | 2 − 1   |
| 34 | Melbourne    | 27 februari 1983  | Vriendschappelijk    | Australië − Nieuw-Zeeland | 0 − 2   |
| 35 | Auckland     | 21 september 1985 | WK 1986 kwalificatie | Nieuw-Zeeland − Australië | 0 − 0   |
| 36 | Sydney       | 3 november 1985   | WK 1986 kwalificatie | Australië − Nieuw-Zeeland | 2 − 0   |
| 37 | Auckland     | 25 oktober 1986   | Vriendschappelijk    | Nieuw-Zeeland − Australië | 1− 1    |
| 38 | Sydney       | 2 november 1986   | Vriendschappelijk    | Australië − Nieuw-Zeeland | 2 − 0   |
| 39 | Melbourne    | 2 september 1987  | Vriendschappelijk    | Australië − Nieuw-Zeeland | 1 − 1   |
| 40 | Wellington   | 9 september 1987  | Vriendschappelijk    | Nieuw-Zeeland − Australië | 1 − 0   |
| 41 | Dunedin      | 12 oktober 1988   | Vriendschappelijk    | Nieuw-Zeeland − Australië | 1 − 2   |
| 42 | Bendigo      | 16 oktober 1988   | Vriendschappelijk    | Australië − Nieuw-Zeeland | 2 − 0   |
| 43 | Sydney       | 12 maart 1989     | WK 1990 kwalificatie | Australië − Nieuw-Zeeland | 4 − 1   |
| 44 | Auckland     | 2 april 1989      | WK 1990 kwalificatie | Nieuw-Zeeland − Australië | 2 − 0   |
| 45 | Christchurch | 12 mei 1991       | Vriendschappelijk    | Nieuw-Zeeland − Australië | 0 − 1   |
| 46 | Adelaide     | 15 mei 1991       | Vriendschappelijk    | Australië − Nieuw-Zeeland | 2 − 1   |
| 47 | Auckland     | 30 mei 1993       | WK 1994 kwalificatie | Nieuw-Zeeland − Australië | 0 − 1   |
| 48 | Melbourne    | 6 juni 1993       | WK 1994 kwalificatie | Australië − Nieuw-Zeeland | 3 − 0   |
| 49 | Christchurch | 10 november 1995  | OFC Nations Cup 1996 | Nieuw-Zeeland − Australië | 0 − 0   |
| 50 | Newcastle    | 15 november 1995  | OFC Nations Cup 1996 | Australië − Nieuw-Zeeland | 3 − 0   |
| 51 | Melbourne    | 18 januari 1997   | Vriendschappelijk    | Australië − Nieuw-Zeeland | 1 − 0   |
| 52 | Auckland     | 28 juni 1997      | WK 1998 kwalificatie | Nieuw-Zeeland − Australië | 0 − 3   |
| 53 | Sydney       | 6 juli 1997       | WK 1998 kwalificatie | Australië − Nieuw-Zeeland | 2 − 0   |
| 54 | Brisbane     | 4 oktober 1998    | OFC Nations Cup 1998 | Australië − Nieuw-Zeeland | 0 − 1   |
| 55 | Papeete      | 28 juni 2000      | OFC Nations Cup 2000 | Australië − Nieuw-Zeeland | 2 − 0   |
| 56 | Wellington   | 20 juni 2001      | WK 2002 kwalificatie | Nieuw-Zeeland − Australië | 0 − 2   |
| 57 | Sydney       | 24 juni 2001      | WK 2002 kwalificatie | Australië − Nieuw-Zeeland | 4 − 1   |
| 58 | Auckland     | 14 juli 2002      | OFC Nations Cup 2002 | Australië − Nieuw-Zeeland | 0 − 1   |
| 59 | Adelaide     | 29 mei 2004       | WK 2006 kwalificatie | Australië − Nieuw-Zeeland | 1 − 0   |
| 60 | Londen       | 9 juni 2005       | Vriendschappelijk    | Australië − Nieuw-Zeeland | 1 − 0   |
| 61 | Melbourne    | 24 mei 2010       | Vriendschappelijk    | Australië − Nieuw-Zeeland | 2 − 1   |
| 62 | Adelaide     | 5 juni 2011       | Vriendschappelijk    | Australië − Nieuw-Zeeland | 3 − 0   |
| 63 | Brisbane     | 22 september 2022 | Vriendschappelijk    | Australië − Nieuw-Zeeland | 1 − 0   |
| 64 | Auckland     | 25 september 2022 | Vriendschappelijk    | Nieuw-Zeeland − Australië | 0 − 2   |
| 65 | Brentford    | 17 oktober 2023   | Vriendschappelijk    | Australië − Nieuw-Zeeland | 2 − 0   |

## Samenvatting
| Competitie        | Totaal gespeeld | Winst Australië | Gelijk | Winst Nieuw-Zeeland | Doelsaldo Australië – Nieuw-Zeeland |
| ----------------- | --------------- | --------------- | ------ | ------------------- | ----------------------------------- |
| WK-kwalificatie   | 17              | 10              | 5      | 2                   | 33 − 15                             |
| OFC Nations Cup   | 5               | 2               | 1      | 2                   | 5 − 2                               |
| Vriendschappelijk | 43              | 29              | 5      | 9                   | 118 − 52                            |
| Totaal            | 65              | 41              | 11     | 13                  | 156 − 69                            |

Wedstrijden bepaald door strafschoppen worden, in lijn met de FIFA, als een gelijkspel gerekend.